# Dværgulvefod-familien
Dværgulvefod-familien (Selaginellaceae) er en monotypisk familie med en enkelt slægt og op mod 700 arter. Den synlige del af planten er opstigende skud med tætsiddende, bittesmå skælagtige blade i 4 rækker. Fra de krybende stængler udgår primitive rødder.
Skuddene udvikler 4 megasporer, der danner mikrosporer som udvikles til en forkim, hvor svømmende sædceller opsøger æganlægget, når bladet er dækket af en vandhinde.
Deværgulvefod er udbredt over det meste af verden, men forekommer hovedsageligt i tropiske skovområder.
| Slægter |

- Dværgulvefod (Selaginella)

## Rødlistede arter
- Selaginella carinata[1]

## Note
1. ↑  IUCNs rødliste over planter

| Botanik | Spire Denne botanikartikel er en spire som bør udbygges. Du er velkommen til at hjælpe Wikipedia ved at udvide den. |

| Portal | Portal:Botanik |